# Bitwa pod Lissos
Bitwa pod Lissos – starcie zbrojne, które miało miejsce w roku 212 p.n.e. podczas I wojny Rzymu z Macedonią. 
W roku 212 p.n.e. Filip V podjął kampanię mającą na celu dotarcie do Adriatyku i ograniczenie obszaru rzymskich posiadłości od strony lądu. W tym samym roku uderzył na Lissos (obecnie Lezha w Albanii), ufortyfikowany gród iliryjski u ujścia rzeki Drilon (Drina). Miasto otoczone było mocnymi fortyfikacjami, w skład których wchodziła cytadela Akrolissos. 
Filip rozbił obóz na południe od miasta, ukrywając oddziały lekkozbrojnych w pobliskich lasach położonych na północ od Lissos. Sam zaś na czele peltastów i pozostałych wojsk zajął następnego dnia pozycje pod miastem. W odpowiedzi na to Ilirowie wychodząc z miasta stanęli w szyku zbrojnym na pobliskim wzgórzu. Lekkozbrojni Macedończycy ruszyli do ataku pod górę, pelatści zaś ruszyli równiną ku miastu. Atak lekkozbrojnych nie powiódł się. Po zaciętej walce, Macedończycy zostali zepchnięci przez przeważających liczebnie Ilirów i wycofali się na równinę w szeregi peltastów. Ilirowie rzucili się w pościg, wraz z nimi oddziały z cytadeli Akrolissos, które widząc rozwój sytuacji i w nadziei na wysokie łupy opuściły twierdzę. W tym momencie z lasów wypadły oddziały lekkozbrojnych Macedończyków, odcinając Ilirom odwrót. Ci poszli w rozsypkę, rzucając się do panicznej ucieczki. W pościgu Macedończycy zdobyli pozbawioną obrony cytadelę Akrolissos. Przystąpili też do szturmu Lissos. Miasto padło następnego dnia po licznych szturmach, które wywołały w obrońcach prawdziwą panikę. Widząc grozę sytuacji otworzyli przed Filipem bramy miasta, wykupując się tym samym przed nieuchronną rzezią. Po zdobyciu miasta Filip zajął rejon Skodry i terytorium Ardiajów należące do sprzymierzeńców Rzymian. Macedończycy uzyskali dostęp do Adriatyku co umożliwiło im budowę floty i przygotowania do ataku na Italię.